# Odo Rigaldi
Odo Rigaldi inaczej: Eudes Rigaud (fr.) Odo Rigaldus (łac.) (ur. ok. 1200–1205, zm. 2 lipca 1275 w Gaillon) – franciszkanin, teolog scholastyczny, arcybiskup Rouen.

## Życie
Pochodził prawdopodobnie z rodziny niezamożnej szlachty. Ród Rigaldich był dość znany w Paryżu w XII wieku i posiadał na własność Courquentain w okręgu Brie-Comte-Robert. Między 1231 a 1236 wstąpił do zakonu franciszkanów. Studiował filozofię na Uniwersytecie Paryskim teologię w szkole Aleksandra z Hales i Jana z La Rochelle. W studium zakonnym został bakałarzem u boku Aleksandra, a po jego śmierci w 1245 objął prowadzenie katedry jako magister regens. Był wówczas profesorem Bonawentury z Bagnoregio.
W marcu 1248 został mianowany arcybiskupem Rouen, a co za tym idzie prymasem Normandii. Do nominacji przyczynił się jego osobisty przyjaciel, król Francji Ludwik IX Święty. Został konsekrowany przez papieża Innocentego IV w Lyonie, a 19 kwietnia 1248 objął rządy nad archidiecezją. 
W roku 1270 wziął udział wraz z królem Ludwikiem IX w VII wyprawie krzyżowej i towarzyszył mu przy śmierci. Po powrocie do Francji stał się orędownikiem jego kanonizacji.
Z woli papieża Grzegorza X uczestniczył wraz ze świętym Bonawenturą w Soborze Lyońskim II w roku 1274. Pochowany został w kaplicy Matki Bożej w katedrze w Rouen.

## Dzieła teologiczne
Odo pozostawił po sobie komentarz do pierwszych trzech ksiąg Sentencji Piotra Lombarda. 
Odnaleziono również liczne questiones jego autorstwa.
Ponadto zidentyfikowano około 90 kazań rękopiśmiennych. 
Odo, wraz z Aleksandrem z Hales jest również współautorem Wykładu Reguły św. Franciszka, znanego jako Expositio quatuor Magistrorum, a powstałego około roku 1241.